# کوشک (بروجرد)
کوشک Kushk روستایی است از توابع شهرستان بروجرد در استان لرستان. این روستا در دهستان دره‌صیدی در بخش مرکزی این شهرستان قرار دارد.

## جمعیت
بنابر سرشماری مرکز آمار ایران، جمعیت کوشک در سال ۱۳۸۵ برابر با ۳۴ نفر بوده‌است که از این میان ۱۴ نفر مرد و بقیه زن بوده‌اند. این روستا ۱۱ خانوار دارد.